# Marie Therese von Braganza

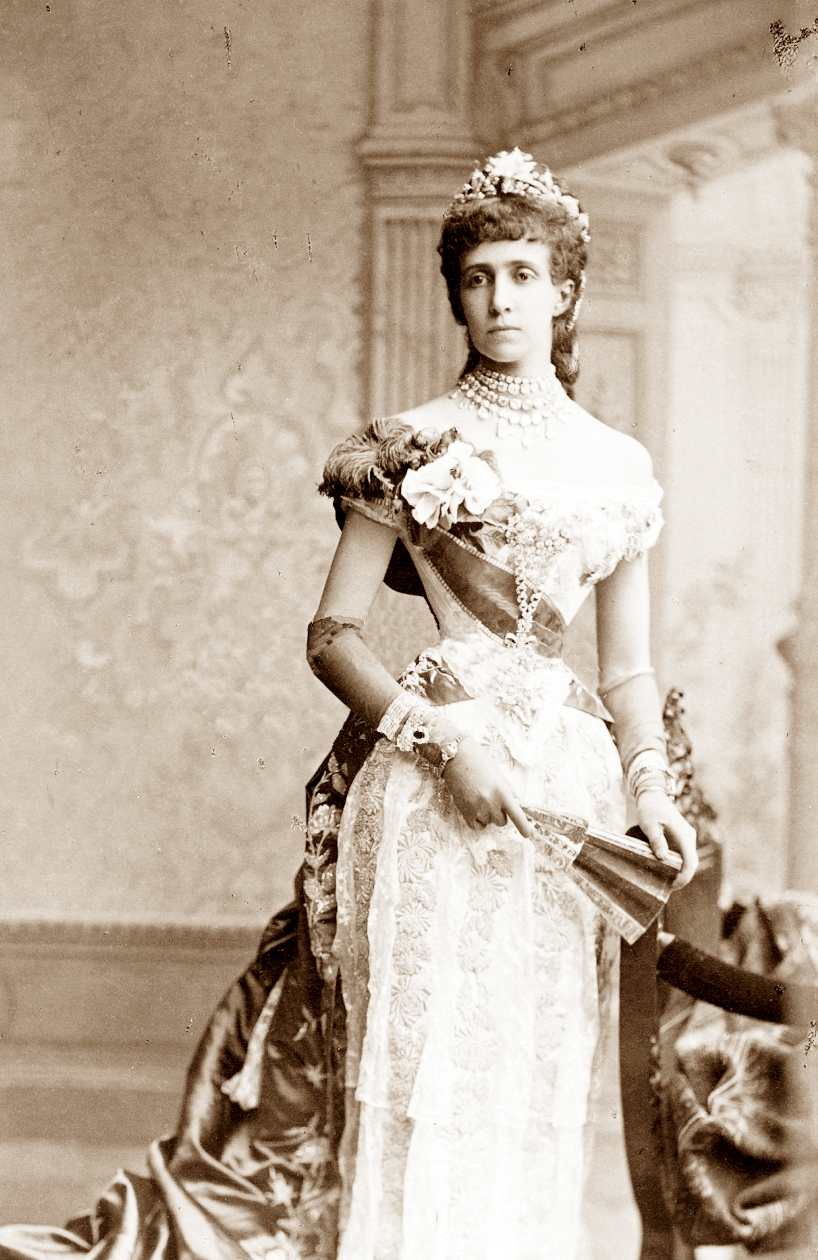
Marie Therese von Portugal

Maria Theresa (portugiesisch Dona Maria Teresa da Imaculada Conceição Fernanda Eulália Leopoldina Adelaide Isabel Carolina Micaela Rafaela Gabriela Francisca de Assis e de Paula Gonzaga Inês Sofia Bartolomea dos Anjos de Bragança; * 24. August 1855 in Kleinheubach, Bayern; † 12. Februar 1944 in Wien) war eine geborene Prinzessin von Bragança und Infantin von Portugal. Durch ihre Hochzeit wurde sie österreichische Erzherzogin und war lange die erste Dame des Reiches. Sie war die Stiefmutter von Erzherzog Franz Ferdinand und Stief-Großmutter des letzten österreichischen Kaisers Karl I.

## Leben
Maria Theresa war das dritte Kind und die zweite Tochter von Michael I. von Portugal und Prinzessin Adelheid von Löwenstein-Wertheim-Rosenberg. Nach dem Tod ihres Vaters (1866) lebte sie mit ihrer Familie auf Schloss Löwenstein in Kleinheubach in Mainfranken (Bayern). Sie unterstützte ihre Mutter, kümmerte sich um Kleider und Wäsche ihrer Geschwister und auch um deren Erziehung.
Sie heiratete am 23. Juli 1873 in Kleinheubach als 17-Jährige den 39 Jahre alten Witwer Karl Ludwig Erzherzog von Österreich. Die Hochzeitszeremonie zelebrierte der Mainzer Bischof Wilhelm Emmanuel von Ketteler. Erzherzog Karl Ludwig war ein Sohn von Erzherzog Franz Karl von Österreich und Sophie Prinzessin von Bayern, welche die Ehe in die Wege geleitet hatte; für Karl Ludwig bereits die dritte, nachdem er zweimal Witwer geworden war und mit vier Kindern, Franz Ferdinand, Otto, Ferdinand Karl und Margarete Sophie, alleine dastand. Als Obersthofmeisterin wählte sie Gräfin Elisabeth von Schönfeld, geb. Gräfin Festetic de Tolna, welche ihr auch nahezu 30 Jahre in diesem Amt zur Verfügung stand.

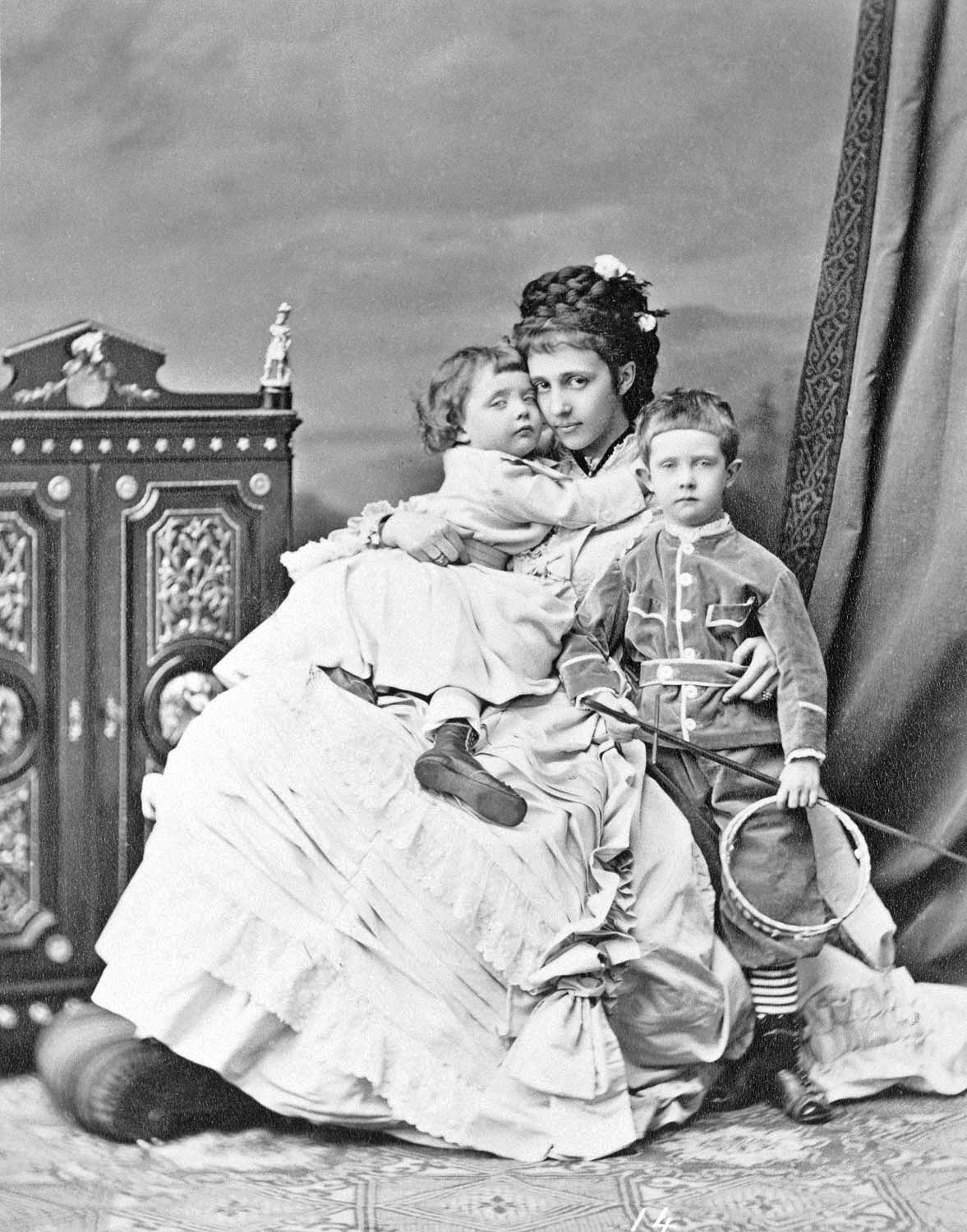
Marie Therese mit ihren zwei Stiefkindern Ferdinand Karl und Margarete Sophie

Maria Theresa galt als Schönheit, war aber auch melancholisch. Sie litt unter dem Jähzorn und der Eifersucht ihres Gatten. Dennoch nahm sie sich ihrer Stiefkinder liebevoll an. Zu dem sonst so verschlossenen Erzherzog Franz Ferdinand verband sie bis an sein Lebensende ein inniges Verhältnis und sie setzte sich als geliebte Stiefmutter sogar in den 1890er Jahren intensiv für seine Heirat mit Sophie Chotek von Chotkowa bei Kaiser Franz Joseph ein. Maria Theresa bekam mit Karl Ludwig noch zwei eigene Töchter. Über ihre Tochter Elisabeth Amalie wurde sie später Großmutter des Liechtensteinischen Fürsten Franz Josef II.
Nach dem Tod des Kronprinzen Rudolf (1889), der sie sehr verehrt hatte, nahm Maria Theresia als Gattin des nunmehrigen Thronfolgers nach der meist auf Reisen befindlichen Kaiserin Elisabeth die Stelle der Ersten Dame des Reiches ein. Diese füllte sie auch nach dem Tod ihres Gatten (1896) aus, da ihr Stiefsohn Franz Ferdinand, der neue Thronfolger, unstandesgemäß verheiratet war. Als Kaiserin Elisabeth 1898 einem Attentat zum Opfer fiel, wurde für den nunmehr verwitweten Kaiser nach potentiellen neuen Ehekandidatinnen Ausschau gehalten; zu diesen wurde auch Maria Theresia gezählt.
Als einziges Familienmitglied besuchte Maria Theresia ihren zweiten Stiefsohn, Erzherzog Otto, als dieser bereits stark von der Syphilis gezeichnet war. Oft saß sie stundenlang an seinem Krankenbett, als er in einer Villa im Wiener Cottage dahinsiechte. Er starb schließlich 1906. Ebenso wie bei Franz Ferdinand trat Maria Theresia auch für ihren dritten Stiefsohn Ferdinand Karl beim Kaiser ein, als dieser 1909 ebenfalls eine morganatische Ehe mit Berta Czuber schloss. Ihr Einsatz war allerdings vergeblich, Ferdinand Karl musste aus dem Haus Habsburg austreten. Dennoch hielt Maria Theresia weiter zu ihm und wirkte auch am Zustandekommen der 1911 geschlossenen Ehe ihres Stief-Enkels, des späteren Kaisers Karl, mit ihrer Nichte Prinzessin Zita von Bourbon-Parma, Tochter ihrer Schwester Maria Antonia, mit.

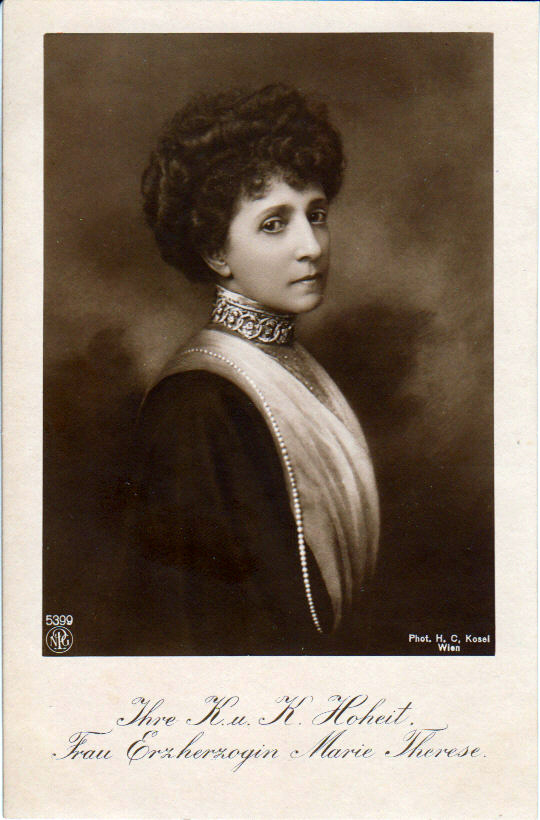
Erzherzogin Marie Therese (1908)

Maria Theresia engagierte sich in der Pflegerinnenausbildung und unterstützte das Rote Kreuz. Sie kooperierte dabei mit dem Chefarzt des Allgemeinen Krankenhauses Wien Moriz Viktor Silbermark. Im Ersten Weltkrieg arbeitete Maria Theresia, die eine leidenschaftliche Hobbyfotografin war, als Krankenschwester. Nach dem Zusammenbruch der Monarchie (1918) ging sie mit dem letzten Kaiserpaar Karl und Zita ins Exil nach Madeira, verbrachte aber ihren Lebensabend wieder in Österreich. Sie lebte gemeinsam mit ihrer unverheiratet gebliebenen Tochter Maria Annunziata zurückgezogen auf ihrem Gut in Hall bei Admont und in Wien, wo sie am 12. Februar 1944 mit 88 Jahren starb. Sie wurde in der Kapuzinergruft in Wien beigesetzt.

## Nachkommen
- Maria Annunziata von Österreich (1876–1961)
- Elisabeth Amalie von Österreich (1878–1960), verheiratete Fürstin von Liechtenstein